# جمع‌آوری تمبر

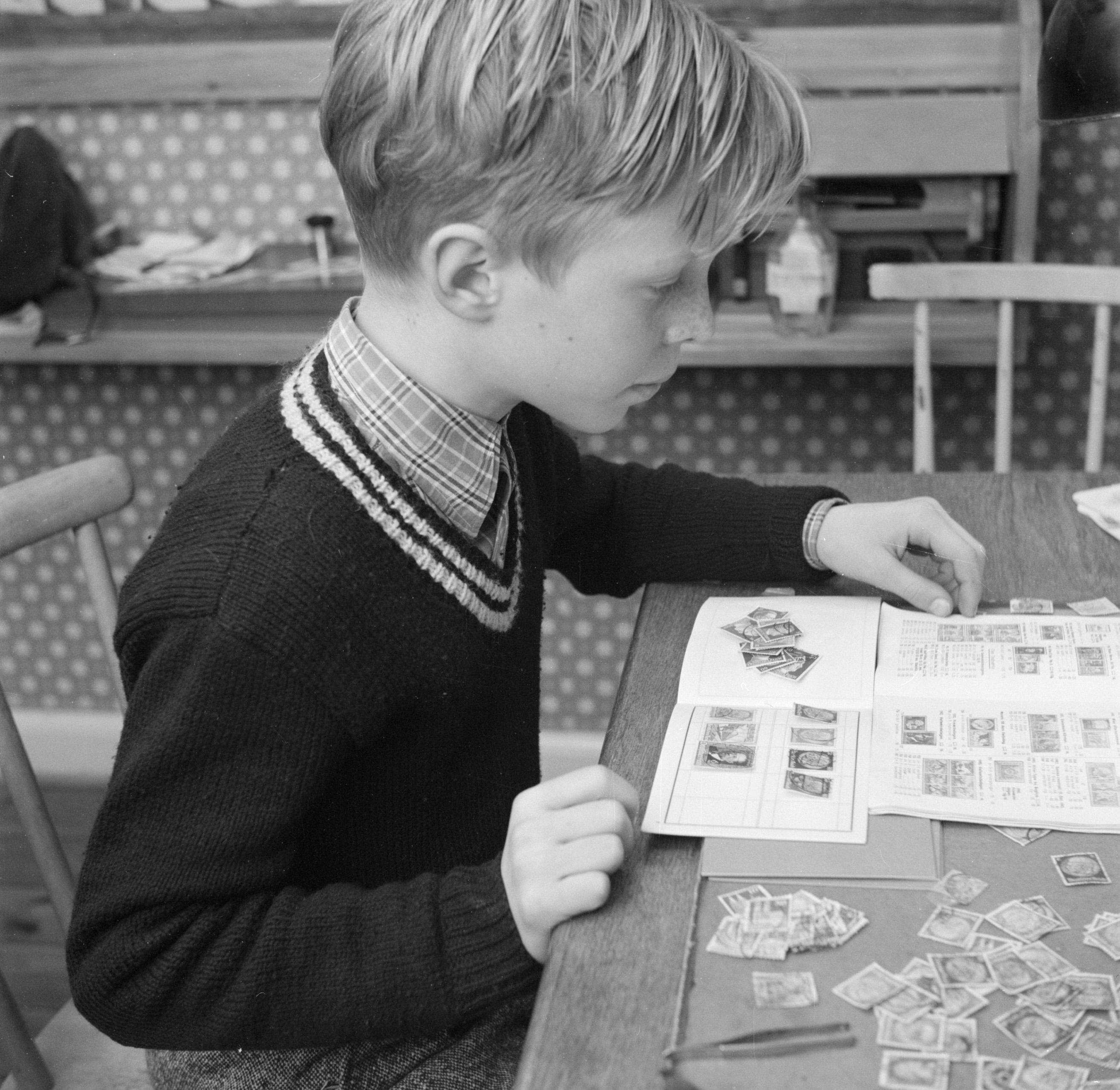
یک کلکسیونر نوجوان تمبر

جمع‌آوری تمبر (به انگلیسی: Stamp collecting) یا به عبارت دیگر، کلکسیونر تمبر عبارت است از جمع‌آوری تمبرهای پستی یا اشیا مرتبط با پست. این موضوع وابستگی تام به مقوله تمبرشناسی و مطالعه تمبر دارد. جمع‌آوری تمبر یکی از محبوب‌ترین سرگرمی‌های جهان از اواخر سده نوزدهم و همزمان با رشد سریع خدمات پستی بوده‌است چرا که به کمک آن، جریان و جنبشی نامحدود از تمبرهای جدید توسط کشورهایی تولید گردید که در پی تبلیغ متمایز بودن خود و کشورشان از طریق اینگونه تمبرها بودند. تمبرهای پستی غالباً به دلیل ارزش تاریخی و جنبه‌های جغرافیایی و همچنین برای اشاره به موضوعات بسیاری که بر روی آنها به تصویر کشیده‌شده‌است اهمیت دارند که این تصویرها می‌تواند شامل کشتی‌ها، اسب‌ها، پرندگان، پادشاهان و ملکه‌ها و همین‌طور روسای جمهور و غیره باشند.
بسیاری از مجموعه‌داران، از خانواده و دوستان خود می‌خواهند که تمبرهایی را از مرسولات پستی خودشان برای آنها جمع‌آوری نمایند. تمبرهای دریافت‌شده توسط مشاغل بزرگ یا بستگان مسن، ممکن است دارای اهمیت تاریخی و بین‌المللی باشند. اغلب این تمبرها با توجه به تنوع رنگ‌ها، جنس کاغذ، سوراخ‌ها (پرفراژ) یا خطاهای چاپ معکوس می‌توانند متنوع بوده و صفحات زیادی از یک مجموعه را پر کنند. از اوایل دهه ۲۰۰۰ میلادی جمع‌آوری تمبر رو به کاهش گذاشت چرا که دنیای دیجیتال از سرگرمی‌های سنتی پیشی گرفت. وال‌استریت جورنال تا سال ۲۰۱۶، تعداد کلکسیونرهای تمبر در دنیا را حدود ۶۰ میلیون نفر برآورد کرده‌است.
فرانکلین دلانو روزولت رئیس‌جمهور ایالات متحده یکی از جمع‌آوری‌کنندگان تمبر بود و چندین تمبر یادبود را نیز طراحی کرده بود. آین رند نیز در اواخر عمر، علاقه دوران کودکی خودش را تجدید و به یک کلکسیونر مشتاق تبدیل شد. فردی مرکوری خواننده مشهور گروه کوئین در کودکی یک کلکسیونر تمبر بود و مجموعه (آلبوم) تمبر وی امروزه در موزه پست لندن قرار دارد. جان لنون دیگر هنرمند گروه بیتلز نیز از جمع‌آوری‌کنندگان مشهور و مشتاق تمبر بود که کلکسیون وی امروزه در موزه ملی پستی (آمریکا) نگهداری می‌شود.

## نگارخانه

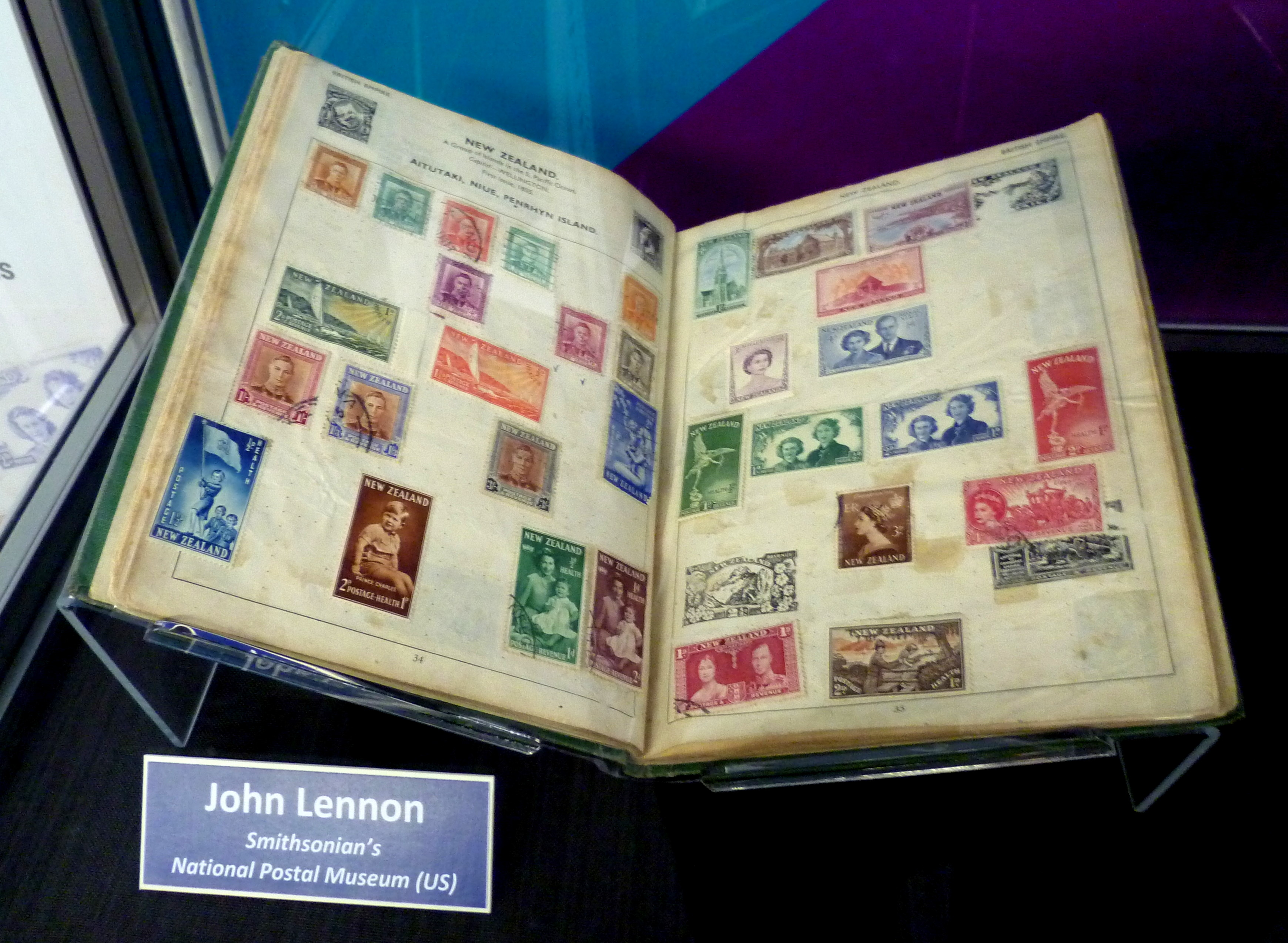
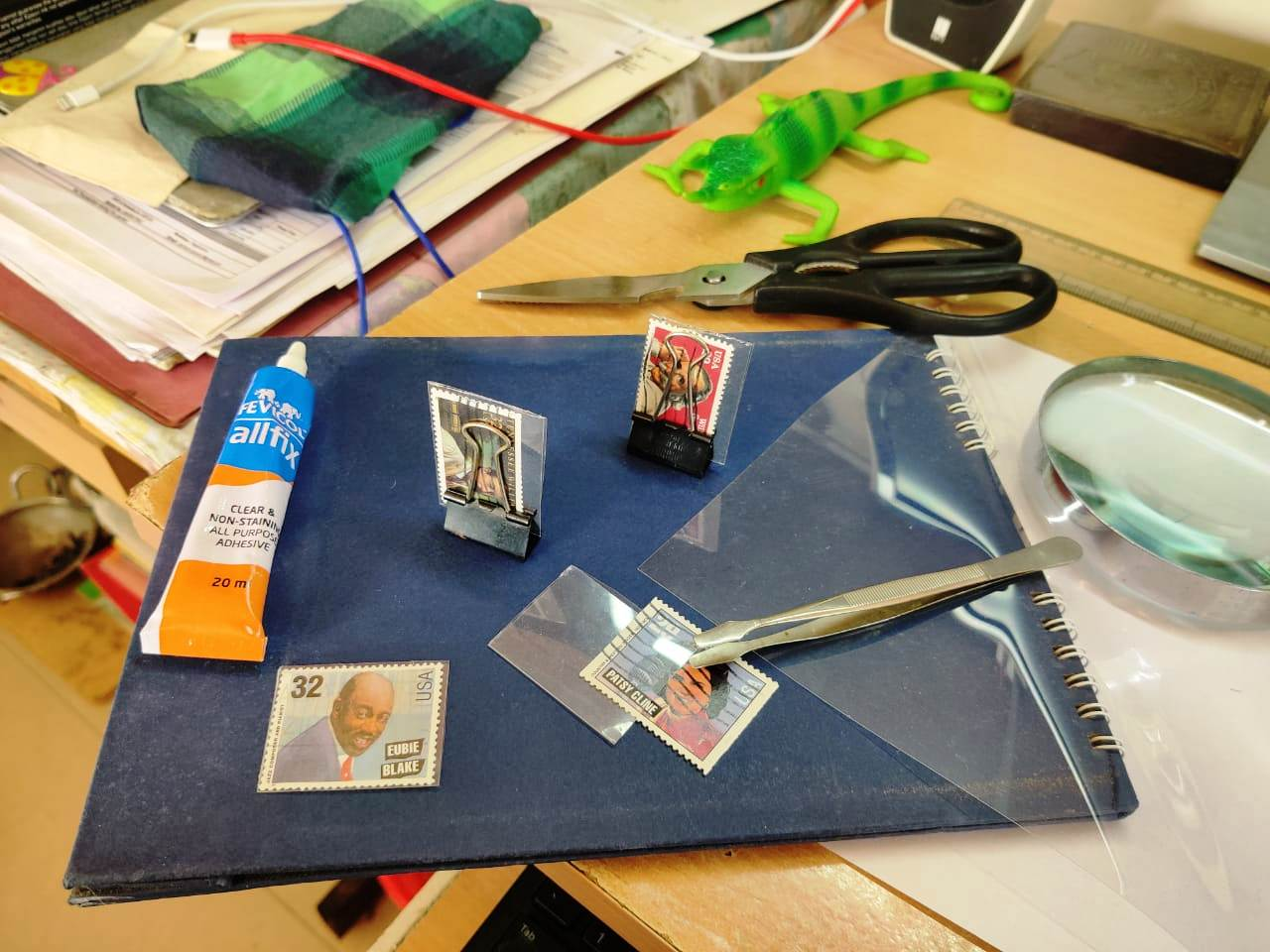
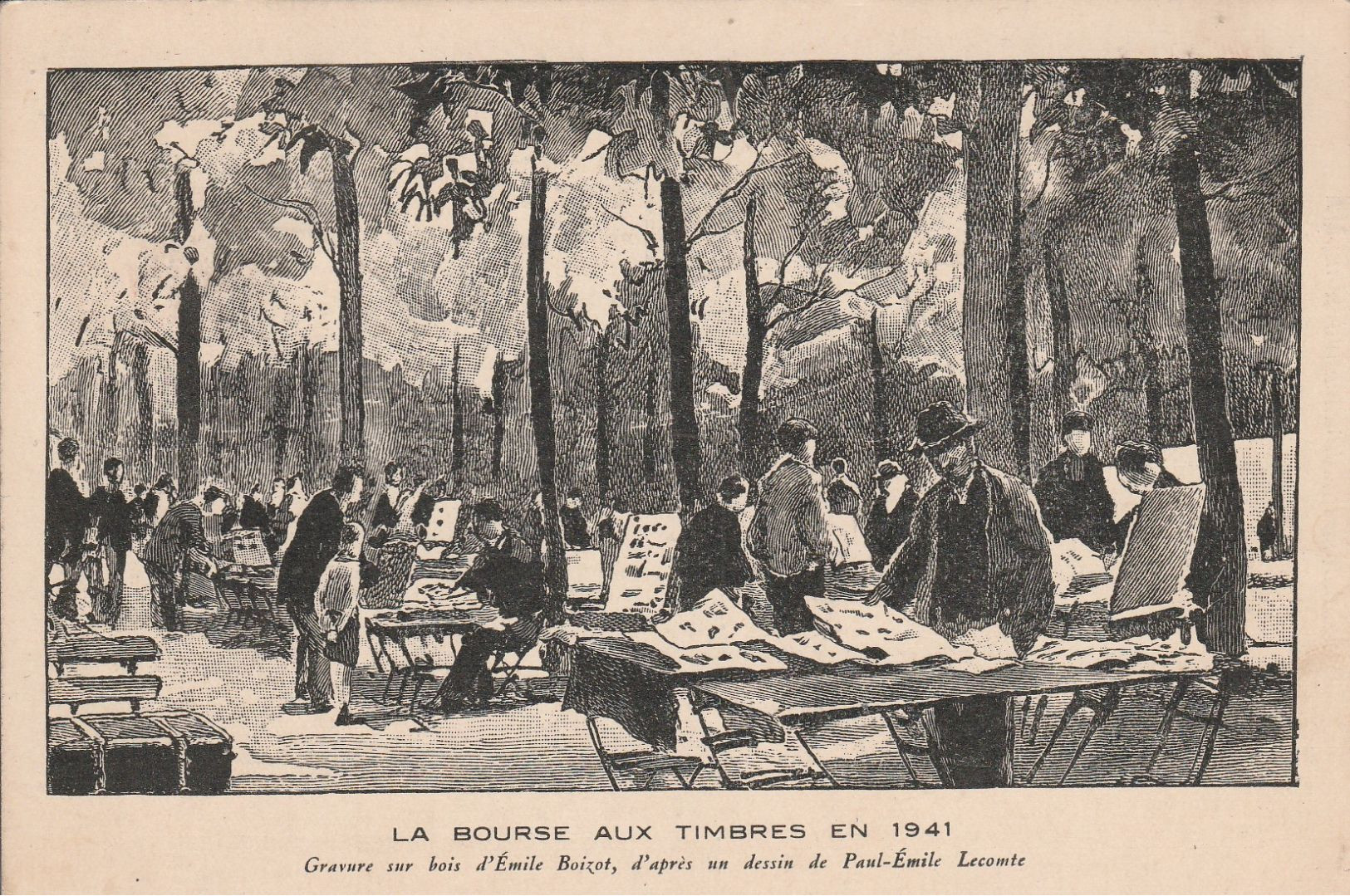
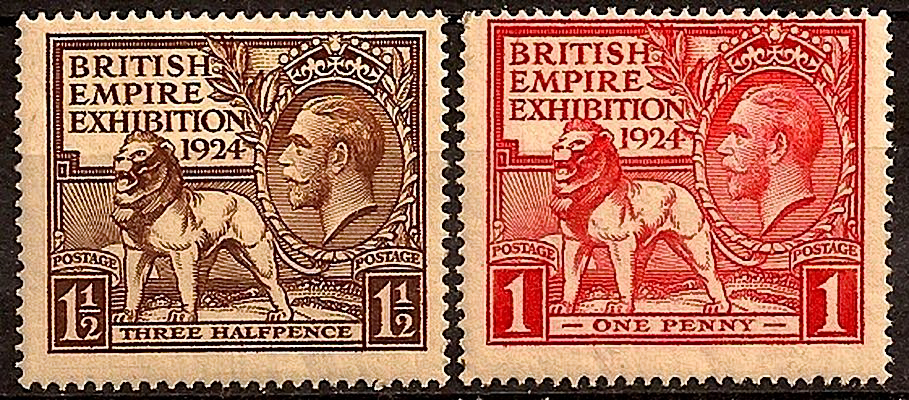
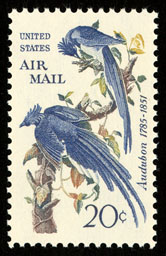